# Hydroides multispinosus
Hydroides multispinosus är en ringmaskart som beskrevs av Marenzeller 1885. Hydroides multispinosus ingår i släktet Hydroides och familjen Serpulidae. Inga underarter finns listade i Catalogue of Life.